# SIL International
SIL International (of kortweg SIL) is een christelijk geïnspireerde organisatie met hoofdkantoor in Dallas (Verenigde Staten) die zich specialiseert in het taalkundig onderzoek naar minder bekende talen. Het letterwoord SIL staat voor Summer Institute of Linguistics.

## Geschiedenis
De zendeling William Townsend realiseerde zich hoe groot de behoefte aan Bijbelvertalingen was. Hij besefte dat er nieuwe medewerkers nodig waren die een goede taalkundige training moesten krijgen voor het beschrijven van onbekende talen. Zo organiseerde hij in 1934 een zomercursus in taalkunde op een boerderij in Arkansas met twee studenten. Het Summer Institute of Linguistics (SIL) (Zomerinstituut voor Taalwetenschap) was geboren. Het volgende jaar kwamen er vijf studenten. Na die cursus besloten vier van de vijf cursisten om mee te gaan met Townsend en zijn vrouw om onder de indianen van Mexico te gaan wonen. Jaarlijks kwamen er meer studenten op de zomercursussen.

## Taalkundig onderzoek
SIL houdt zich vooral bezig met linguïstisch veldwerk, vaak in combinatie met missionaire activiteiten. De organisatie ontwikkelde ook een hele reeks computerprogramma's en lettertypes voor linguïstisch veldwerk. Ze werken onder andere veel samen met Wycliffe Bijbelvertalers.
De organisatie is verder bekend voor de publicatie van de ethnologue catalogus, een jaarlijks overzicht en classificatie van alle talen die gesproken worden of werden in de wereld. Deze databank is raadpleegbaar via het internet en kent een unieke drielettercode (de zogenaamde SIL-code) toe aan de meer dan 6500 talen die erin beschreven worden.
In het kader van ISO 639-3 wordt momenteel de Ethnologue-lijst samengevoegd met ISO 639-2 en andere coderingen voor de identificatie van talen om tot een nieuwe drie-letterige standaard codelijst te komen waarin alle bekende levende, dode en geconstrueerde talen zijn opgenomen. SIL is aangewezen als de 'Registration Authority' (ISO 639-3/RA) voor dit project.

## Missionaire activiteiten
SIL is regelmatig bekritiseerd geweest omdat het haar linguïstisch werk slechts zou uitvoeren teneinde inheemse volkeren tot het christendom te bekeren en betaald zou worden door westerse maatschappijen die belang hebben bij het ontginnen van leefgebieden van inheemse volkeren. SIL's meest omstreden activiteiten waren die bij de Huaorani in Ecuador vanaf de jaren 50. Onderzoekers van SIL poogden de Huaorani te bekeren en hen over te halen hun traditionele leefwijze op te geven. Dit bracht een golf van geweld met zich mee, en uiteindelijk kwamen de Huaorani in een reservaat terecht, terwijl hun voormalige gronden het terrein werden van westerse oliemaatschappijen. In 1975 tekenden dertig antropologen de "Aanklacht van Pátzcuaro" waarin zij het SIL veroordeelden als een imperialistische organisatie. Vier jaar later besloot de regering van Mexico, waarmee de banden in het verleden zeer hecht waren, de organisatie het land uit te zetten, later gevolgd door Brazilië, Ecuador en Panama.